# Wzgórze Księcia Albrechta
Der Wzgórze Księcia Albrechta (deutsch Prinz-Albrechts-Höhe) ist mit 33,2 m n.p.m. die höchste Erhebung am Weichseldurchstich in der Woiwodschaft Pommern in Polen. Das Messtischblatt von 1910 gibt eine Höhe von 34,5 Metern an. Die durch Bewuchs befestigte Düne liegt in der Landgemeinde Stegna (Steegen), etwa 500 Meter östlich der Weichsel und 200 Meter nördlich von Mikoszewo (Nickelswalde) entfernt. Das Gebiet gehört zum Park Krajobrazowy Mierzeja Wiślana (PKMW; Landschaftsschutzpark Frische Nehrung).
Mit Vollendung des Weichseldurchstichs grub sich der Fluss am 31. März 1895 sein neues Bett alleine. Am 30. August 1896 kam Prinz Albrecht von Preußen, Regent von Braunschweig, mit dem Dampfschiff Gottfried Hagen nach Nickelswalde. Zur Erinnerung erhielt die höchste Düne des Orts den Namen Prinz-Albrechts-Höhe. Eine Treppe mit etwa 100 Stufen wurde 1909 angelegt und ein Gedenkstein mit der Inschrift „Prinz Albrechts=Höhe. 30. 8. 1896.“ aufgestellt. Von dort waren drei Danziger Landschaften sehen: Das Werdergebiet des Weichsel-Nogat-Deltas, die Danziger Nehrung und die Danziger Höhe.
Die Anlage wurde seit 1945 nicht mehr gepflegt und verfiel, Bäume versperren gegenwärtig die Aussicht. Anfang der 1960er Jahre trug die Freiwillige Feuerwehr die Treppe ab, entfernte den Stein von der Spitze und stellte ihn auf einem neuen Steinsockel in der Nähe der Feuerwache von Mikoszewo auf. Nachdem Gerüchte über ein interessantes Dokument, das man unter dem Stein gefunden hätte, auftraten, erklärte der Hydrologe und Meteorologe Jerzy Peszek den wahren Sachverhalt. In einer zerdrückten Flasche habe man am 14. Juni 1963 am Fuß der Treppe eine Nachricht von acht (!) Steinmetzen und Pflasterern zur Vollendung des Bauwerks gefunden.
Der Baugeselle Hermann Degen aus Bohnsack führte am 23. Juni 1909 die Namen seiner zehn Arbeiter auf. Sie kamen aus Bohnsack, Einlage (?), Kronenhof, Nickelswalde, Schiewenhorst und Schnakenburg.